# Andrew Gould
Andrew Frederick James Gould, född 17 december 1946, är en brittisk företagsledare som är styrelseordförande för den brittiska petroleum- och naturgasbolaget BG Group plc sedan maj 2012.
Han var styrelseordförande (2003-2012), vd (2003-2011), president och COO (2002-2003) för den amerikanska globala serviceföretaget inom petroleumindustrin, Schlumberger Limited.
Gould avlade en kandidatexamen i ekonomisk historia vid Cardiff University.